# Diusse
Diusse település Franciaországban, Pyrénées-Atlantiques megyében. Lakosainak száma 144 fő (2022. január 1.). Diusse Viella, Aubous, Conchez-de-Béarn, Mont-Disse, Portet és Tadousse-Ussau községekkel határos.

## Népesség
A település népességének változása:
| Lakosok száma | 141  | 141  | 146  | 143  | 144  | 142  | 141  | 141  | 144  |
|               | 2013 | 2015 | 2016 | 2017 | 2018 | 2019 | 2020 | 2021 | 2022 |